# Luparense Calcio a 5 2008-2009
Nel 2008-09 la Luparense parte subito con il piede giusto vincendo la Supercoppa italiana contro l'Augusta; ma perde la Coppa Italia in Finale contro l'Arzignano ai rigori.
In campionato chiude al primo posto e riesce a vincere il terzo Scudetto consecutivo sotto la guida di Jesús Velasco contro il Montesilvano.

## Rosa
| N° | Naz.                                   | Ruolo      | Sportivo             | Anno     |  |  |
| -- | -------------------------------------- | ---------- | -------------------- | -------- |  |  |
| 1  | Brasile (bandiera)                     | Portiere   | Rafael Ramos Peixoto | 17.01.88 |  |  |
| 2  | Albania (bandiera)                     | Laterale   | Roald Halimi         | 01.07.88 |  |  |
| 3  | Brasile (bandiera) · Italia (bandiera) | Laterale   | Anderson Pellegrini  | 16.12.75 |  |  |
| 4  | Brasile (bandiera)                     | Laterale   | Heverton Reinaldi    | 02.01.87 |  |  |
| 6  | Brasile (bandiera)                     | Centrale   | Marcelo Barro        | 08.08.85 |  |  |
| 7  | Brasile (bandiera)                     | Laterale   | Sandrinho            | 15.06.73 |  |  |
| 8  | Brasile (bandiera)                     | Laterale   | Rogério Mielo        | 11.02.77 |  |  |
| 9  | Brasile (bandiera) · Italia (bandiera) | Pivot      | Humberto Honorio     | 21.07.83 |  |  |
| 10 | Brasile (bandiera) · Italia (bandiera) | Laterale   | Vampeta              | 18.07.84 |  |  |
| 11 | Brasile (bandiera)                     | Laterale   | Mauro Canal          | 25.06.86 |  |  |
| 12 | Brasile (bandiera) · Italia (bandiera) | Portiere   | Miguel Weber         | 29.06.83 |  |  |
| 13 | Brasile (bandiera) · Italia (bandiera) | Centrale   | Rodrigo Campagnaro   | 02.01.83 |  |  |
| 14 | Brasile (bandiera) · Italia (bandiera) | Centrale   | Nuno                 | 16.12.74 |  |  |
| 15 | Brasile (bandiera)                     | Portiere   | Rogerio Sant'Ana     | 05.03.80 |  |  |
|    | Spagna (bandiera)                      | Allenatore | Jesús Velasco        | 02.01.67 |  |  |